# صحيفة عمان أوبزيرفر
عمان دايلي أوبزيرفر (بالإنجليزية: Oman Daily Observer)‏ هي صحيفةٌ يومية تصدر باللغة الإنجليزية في سلطنة عمان، تأسست عام 1981، وهي صحيفة حكومية تابعة لوزارة الإعلام العمانية، ووزيرها الدكتور عبد الله ناصر بن خليفة الحراصي.

## تاريخها
صدرت الصحيفة لأول مرة في 15 نوفمبر 1981 في مدينة مسقط، وهي الصحيفة الوحيدة باللغة الإنجليزية التي تصدر طوال الأيام السبعة في عُمان. تغطي الأخبار المحلية والوطنية والدولية، والرياضة والتنمية الاقتصادية في عُمان، وتسلط الضوء على الثروة الطبيعية والتاريخية والثقافية للبلاد، كانت تصدر في 8 صفحات، ثم تطورت إلى 12 صفحة، والآن تصدر في 28 صفحة، مع ملحق اقتصادي يومي، وملحق نهاية الأسبوع على شكل تابلويد من 16 صفحة. يشغل منصب رئيس تحريرها عبد الله سالم الشعيلي منذ عام 2013.

## روابط خارجية
- الموقع الرسمي